# كيبوس (كانتون)
كيبوس (بالإسبانية: Quepos)‏ أو كما عرفت سابقا أغيري (بالإسبانية: Aguirre)‏ هي الكانتون السادس في محافظة بونتاريناس في كوستاريكا. ويغطي الكانتون مساحة 543.77 كم مربع.
ويقدر عدد سكانه بحوالي 21,705 نسمة.
المدينة الرئيسة للكانتون هي كيبوس.
يمتد الكانتون على طول ساحل المحيط الهادئ، بين مصبي نهر داماس ونهر بارو. ويشتهر الكانتون بحديقة مانويل أنطونيو الوطنية والتي تعدّ الحديقة الأكثر زيارة في كوستاريكا.
تم تأسيس الكانتون بقانون تشريعي في 30 تشرين الأول 1948.

## التسمية
تم تسميتها أغيري حتى فبراير 2015، عندما تم تغيير اسمها بعد التصويت في الجمعية التشريعية. يشير اسم كيبوس إلى شعب كيبوا الذين سكنوا هذه المنطقة في العصور القديمة.

## المقاطعات
يتألف كانتون كيبوس من ثلاث مقاطعات وهي:
1. كيبوس
2. سافيرغي
3. نارانخيتو